# Savelugu
Savelugu est une ville du Ghana, située dans la région du Nord (Ghana). Elle est le centre administratif du district municipal de Savelugu. La ville joue un rôle important dans l'histoire et la culture du royaume Dagbon.

## Géographie
Savelugu est située dans la partie nord de la région du Nord du Ghana. Elle partage ses frontières avec :
- le district de West Mamprusi au nord ;
- les districts de Karaga et Nanton à l'est ;
- le district de Kumbungu à l'ouest ;
- le district de Sagnerigu au sud.

La ville est située sur un terrain relativement plat, avec une altitude moyenne de 150 mètres. Son climat est de type tropical, avec une saison sèche marquée.

## Histoire
Savelugu est l'une des villes historiques du royaume Dagbon. Elle fait partie des trois localités connues sous le nom de gate skins, réservées aux princes susceptibles d'accéder au trône du roi (Ya-Na) du Dagbon.

## Démographie
Selon le Ghana Statistical Service, la population de Savelugu était estimée à 122 888 habitants en 2021.

## Économie
L'économie de Savelugu repose principalement sur l'agriculture et le commerce. La ville possède l'un des plus grands marchés de la région, où les agriculteurs des villages environnants viennent vendre leurs produits.

## Éducation
Savelugu dispose de plusieurs établissements scolaires, notamment :
- Savelugu Senior High School (SAVESS) ;
- Savelugu School for the Deaf, l'une des rares écoles pour sourds au Ghana ;
- plusieurs écoles primaires et secondaires[8].

## Culture et traditions
Savelugu fait partie intégrante de la culture du Dagbon. Les cérémonies traditionnelles et les festivals y sont fréquents, notamment ceux en lien avec la chefferie du Dagbon.

## Transport et infrastructures
Savelugu est traversée par la route principale reliant Tamale à Bolgatanga, ce qui en fait un point de passage stratégique.